# 신민당 각목사건
신민당 각목사건(新民黨角木事件)은 1976년 5월 대한민국의 제1야당 신민당 전당대회에서 일어난 폭력사건이다.
1974년 신민당 당수 유진산이 사망하고, 같은 해 8월 전당대회에서 김영삼이 총재로 선출되었다. 그러나 1975년을 거치면서 반유신 선명노선이 약화되면서 김영삼의 지도력에 대한 반대가 커졌다. 하여 1976년 5월 새 지도부 선출을 위한 전당대회가 열렸다. 이때 이철승이 최고위원제를 도입하고 지도체제를 집단지도체제로 전환하겠다고 공약을 내세웠다. 그러나 김영삼, 김대중을 위시한 반독재 강경파는 이철승의 행동이 불순한 정치공작으로 판단했다. 박정희와 차지철은 이철승이 새 총재로 선출되어 집단지도체제가 되면 야당이 약화될 것을 예상하고 이철승을 지원하는 공작을 펼쳤다.
그리하여 이철승과 차지철의 사주를 받은 김태촌이 자기 조직 범서방파를 이끌고 종로구 관훈동의 신민당사를 공격했다. 김영삼계 의원들은 김영삼을 모시고 총재실로 대피, 바리케이드를 치고 버티다가 마피아들이 도끼로 문을 부수고 들어오자 3층에서 창문으로 뛰어내렸다. 김영삼은 다리가 부러져서 병원에 실려갔고, 김태촌은 신민당 대의원 명단을 불태우고 직인을 강탈했다.
며칠 뒤 서울시민회관(현 세종문화회관)에서 다시 열린 전당대회에 또 김태촌의 마피아 조직원들이 난입했다. 이때 김영삼도 따로 마피아들을 고용하여 양측 마피아들이 전당대회 자리에서 각목 패싸움을 벌였는데, 이때의 싸움 때문에 사건을 소위 신민당 각목난동사건이라 부르게 된다. 패싸움 끝에 김영삼이 동원한 마피아들은 김태촌파 및 경찰들에게 제압되었고, 김태촌파 마피아들이 김영삼측 대의원들을 전당대회장에 들어오지도 못하게 막는 와중에 이철승이 총재로 당선된다. 김영삼계는 반발하여 신민당사에서 세 번째 전당대회를 개최, 김영삼을 총재로 선출한다. 두 명의 총재 선출로 분당 위기에 처하자 중재 움직임이 나타나 두 차례의 총재 선거를 무효화하고 이충환을 임시 총재로 삼아 재선거를 실시했다. 1차 투표에서 김영삼이 45% 득표로 1위를 했으나 과반을 넘기지 못해 2차 투표를 했고, 이철승이 당선된다.
이후 총재가 된 이철승은 소위 "참여하의 개혁" 노선을 주장해 사쿠라라는 비난을 받게 되었고, 신민당은 1979년에 김영삼이 다시 총재로 선출될 때까지 대여투쟁이 지지부진해졌다. 이 사건은 이철승의 입장에서 보면 매우 어리석은 자충수이며, 김영삼을 각목으로 습격한 이 행위로 인해 박정희가 장장 1979년까지 대통령 직을 계속 이어 나감과 아울러 군사 쿠데타가 또 한 번 더 일어나 박정희의 수제자 전두환과 차제자 노태우가 연달아 대통령이 되는 연쇄작용으로 인해 이철승은 스스로를 영원히 대통령이 되지 못하게 막는 결과를 초래했다.
후일담으로 이철승은 노태우가 대통령이 된 직후 정계 은퇴를 한 반면 김영삼은 그 노태우의 뒤를 이어 대통령이 되었다. 김태촌은 계속 징역을 반복하는 삶을 살다가 2013년 패혈증으로 사망했다